# Fiordo de Bokna
El Boknafjorden o Boknafjord (en español, fiordo de Bokna) es un fiordo ubicado en la provincia de Rogaland, en el suroeste de Noruega.
La parte más ancha del fiordo se sitúa entre las ciudades de Stavanger y Haugesund, y la parte principal es compartida por los municipios de Kvitsøy, Rennesøy, Finnøy, Tysvær, Bokn y Karmøy.